# Osbert Salvin
Osbert Salvin FRS (25 februarie 1835 – 1 iunie 1898) a fost un naturalist, ornitolog, și herpetolog englez, cel mai bine cunoscut pentru co-scrierea lucrării Biologia Centrali-Americana (1879-1915) cu Frederick DuCane Godman. Aceasta a fost o enciclopedie despre istoria naturală a Americii Centrale, în 52 de volume.

## Biografie
Salvin a fost un membru al Royal Society, al Societăților Lineană, Zoologică și Entomologică, și, la momentul morții sale, era Secretarul Uniunii Ornitologice Britanice.
În domeniul științific al herpetologiei, el a descris două noi specii de reptile din America Centrală: Bothriechis aurifer și Typhlops tenuis. De asemenea, patru specii de reptile au fost numite în onoarea lui: Anolis salvini, Crotalus scutulatus salvini, Sceloporus salvini, și Staurotypus salvinii.